# Unknown Pleasures
Unknown Pleasures (Neznámá potěšení) je první studiové album skupiny Joy Division, vydané v roce 1979. Produkoval ho Martin Hannett a nahrané bylo Strawberry Studios, Stockport, Anglie.
Návrh obálky: Joy Division, Peter Saville a Chris Mathan .

## Skladby
1. Disorder (3:32)
2. Day of the Lords (4:50)
3. Candidate (3:05)
4. Insight (4:29)
5. New Dawn Fades (4:48)
6. She's Lost Control (3:57)
7. Shadowplay (3:56)
8. Wilderness (2:38)
9. Interzone (2:16)
10. I Remember Nothing (5:52)

## Obsazení
- Ian Curtis – zpěv
- Bernard Sumner – kytara, klávesy
- Peter Hook – basová kytara, druhý hlas v písni „Interzone“
- Stephen Morris – bubny, perkusy